# 손은혜
손은혜는 대한민국의 드라마 작가이다.

## 극본

### 드라마
- 2004년~2005년  SBS 월화미니시리즈 《러브스토리 인 하버드》... 공동집필
- 2006년 MBC 수목미니시리즈 《어느 멋진 날》... 집필
- 2008년 MBN 수목미니시리즈 《마녀의 사랑》... 집필
- 2021년 KBS2 수목미니시리즈 《달리와 감자탕》... 집필